# Alberto León Jaramillo
Alberto León Jaramillo (Buenos Aires, 24 de marzo de 1960) es un actor argentino nacionalizado colombiano. Es recordado por sus participaciones en televisión como Café con aroma de mujer (1994), Yo soy Betty, la fea (1999) y Francisco el matemático (2002).

## Biografía
Nació en Buenos Aires el 24 de marzo de 1960. A los dos meses de su nacimiento sus padres volvieron a Colombia. Creció en Medellín.  Cuando tenía 7 años sus padres se separaron, y el quedó viviendo junto a su mamá.
Hizo su debut en la obra de teatro "Romeo y Julieta" junto a Talú Quintero.
En el teatro, se integró a un grupo y en 1982 viajó a Bogotá a un festival. Entonces tomó la decisión de volver un año más. Se matriculó en la universidad donde estudió cuatro semestres de Administración de empresas, para finalmente decidirse a estudiar actuación en Bogotá. En la capital de Colombia, entró a la Escuela Nacional de Arte Dramático ENAD y luego se vinculó con el Teatro Popular de Bogotá (TPB), en el que estuvo hasta que el teatro cerró sus puertas.
Jaramillo se ha casado dos veces. De su primer matrimonio tuvo un hijo, Nicolás, y en su segundo y actual matrimonio, tuvo otro hijo, Lucas.
Recientemente, se ha dedicado a impartir clases de actuación en la casa cultural Alberto Lleras Camargo en Chía, Cundinamarca.

## Filmografía

### Televisión
- Betty, la fea: la historia continúa (2024) — Saúl Gutiérrez[5]
- Rigo (2023) — Tío Argermiro[6]
- La vida después del reality (2023) — Gustavo[7]
- Pasión de gavilanes (2022) — Emilio Barcha
- Enfermeras (2021) — Don Salvador
- Relatos Retorcidos: La Agonía de Rafael Uribe Uribe  (2019) — General Rafael Uribe Uribe
- Más allá Del tiempo (2019) — Ep: Carlos E Restrepo
- Garzón (2018)
- Cuando vivas conmigo (2016-2017) — Francisco Don Pacho Martínez
- Las Vega's (2016-2017) — Don Mugre
- Las hermanitas Calle (2015-2016) — Rogelio
- Laura, la santa colombiana (2015)
- El estilista (2014) — Miguel Cadavid
- La hipocondríaca (2013) — Francisco González 'Tío Pacho'
- Pobres Rico (2012-2013) — Bayardo Useche
- Historias clasificadas (2012) — (1 episodio)
- La Pola (2010) — Padre Fernández
- Las detectivas y el Víctor (2009-2010) — Alias 'Benjamin'
- Todas Odian a Bermúdez (2009) — Aníbal Fernández
- Tiempo final (2008)
- Vecinos (2008) — Frank Pacheco
- Sobregiro de amor (2007-2008)
- Los Reyes (2005-2006) — Hernán Cifuentes
- Punto de giro (2003-2004)
- Francisco el Matemático (2002) — Arturo "Arturito" Sandoval
- Betty Toons (2002-2003) — Profesor Saúl Gutiérrez (VOZ)
- Francisco el Matemático (2002) — Arturo "Arturito" Sandoval
- Ecomoda (2001) — Saúl Gutiérrez
- Yo soy Betty, la fea (1999-2001) — Saúl Gutiérrez
- La Huella de tus Besos (1996-1997)
- Amanda, tortas y suspiros (1994-1995)
- Café, con aroma de mujer (1994-1995) — Juancho Mejía
- Fronteras del regreso

## Otras
- Los pecados de Inés de Hinojosa
- Dos rostros y una vida
- La casa de las dos palmas
- La alternativa del escorpión
- El manantial

## Teatro
- Romeo y Julieta
- Caballito del diablo
- De mil amores
- Eqqus
- La Cándida Eréndira y su abuela desalmada
- La mojiganga
- La Celestina